# Сілітин
Сілітин — продукт, основою якого є кремнезем і каолін. Використовується при виготовленні синтетичних матеріалів, гуми, клею, фарб, лаків, електродної обмазки, полірувальних і шліфувальних каменів.

## Сілітин в Україні
В процесі пошуків в Берегівському районі Закарпаття виявлені промислові запаси (35—40 млн. т.) природного продукту, аналогічного сілінітинові. Лабораторними випробуваннями встановлено його придатність як складової частини в складі мас електродного покриття, наповнювача в термостійкі протикорозійні покриття, як компоненту при виготовленні полірувальних кругів, шкурки, рубероїду, при виробництві товарів побутової хімії. Іршавський абразивний, Луцький рубероїдний заводи і фабрика побутової хімії М.Ужгород «Софора» можуть використовувати сілітин в серійному виробництві своєї продукції.